# Котлярський міст (Краків)
Котлярський міст (пол. Most Kotlarski) — міст через річку Віслу в Кракові, Польща. Поєднує райони Гжегужки і Заблоце. Є найдовшим арковим мостом у Польщі, котрий не має проміжних річкових опор.

## Розташування
Поєднує вулицю Котлярську з вулицею Густава Герлінг-Грудзинського. Є частиною 2-ї Кільцевої дороги Кракова (пол. II obwodnica).
Вище за течією знаходиться i залізничний міст на діаметральній лінії Кракова, нижче за течією — залізничний міст на Малому обході Кракова.

## Історія
Проект мосту розробив польський архітектор Вітольд Гавловський у співпраці з архітектурним бюро MTWW. Будівництво мосту велося з жовтня 2000 до грудня 2001 року компанією Mostostal Kraków SA.; загальна вартість робіт склала 132,7 млн злотих. При будівництві використано 5000 тонн сталі.
Урочисте відкриття мосту відбулося 8 грудня 2001 року.

## Конструкція
Міст складається з одного прольоту, металевий, арковий, з дорогою по низу (проїжджа частина розташована на рівні низу споруди). Проліт складається з чотирьох параболічних арок двошарнірної системи. Арки з'єднані між собою поперечними зв'язками. Проїжджа частина закріплена на арках за допомогою стрижневих підвісів. Довжина мосту складає 166,6 м, ширина — 36,8 м (з них ширина проїжджої частини — 16 м, два тротуари по 2,25 м кожен і дві велодоріжки по 1,7 м кожна).
Міст призначений для руху автотранспорту, трамваїв, велосипедистів і пішоходів. Проїжджа частина мосту включає в себе 4 смуги для руху автотранспорту (по 2 в кожному напрямку). Посередині мосту прокладено відокремлені трамвайні колії. Покриття проїжджої частини і тротуарів — асфальтобетон. Тротуари відокремлені від проїжджої частини металевим бар'єрним огородженням. Поручні металеві, з простим малюнком.